# Виндман, Александр
Александр Семён Ви́ндман (англ. Alexander Semyon Vindman, при рождении Александр Семёнович Виндман; род. 1975, Киев, УССР, СССР) — офицер армии США, ветеран войны в Ираке; с 2008 года на военно-дипломатической работе, директор по европейским делам Совета национальной безопасности США (с 2018 года), специалист по Украине.
Входил в число сотрудников администрации, допущенных к прослушиванию телефонного разговора между президентом США Дональдом Трампом и президентом Украины Владимиром Зеленским, состоявшегося 25 июля 2019 года и вызвавшего впоследствии политический скандал в США. В октябре 2019 года дал официальные показания Конгрессу США в ходе расследования, предваряющего объявление импичмента президенту Трампу. После провала попытки импичмента был уволен с занимаемой должности.

## Ранние годы
Александр Виндман и его брат-близнец Евгений родились в еврейской семье в Киеве. В декабре 1979 года, после смерти жены, его отец Семён Виндман с тёщей и тремя детьми переехал в Нью-Йорк, где поселился в бруклинском районе, известном как «Маленькая Одесса».
Окончил Государственный университет Нью-Йорка в Бингемтоне со степенью бакалавра в 1998 году.
Уже будучи офицером, получил степень магистра в Гарвардском университете по русскому языку, Восточной Европе и Центральной Азии. Свободно говорит на русском и украинском языках.

## Военная служба
После университета выбрал военную карьеру, первое офицерское звание получил в 1999 году, проходил службу в Южной Корее и Германии. В 2004 году в звании капитана был направлен в Ирак и спустя месяц после прибытия получил тяжёлое ранение в результате подрыва самодельного взрывного устройства. Был награждён орденом «Пурпурное сердце».
Начиная с 2008 года работал в военных атташатах посольств США в Киеве и в Москве, а затем занимал должность советника по России главы Объединённого комитета начальников штабов.

## Служба в CНБ

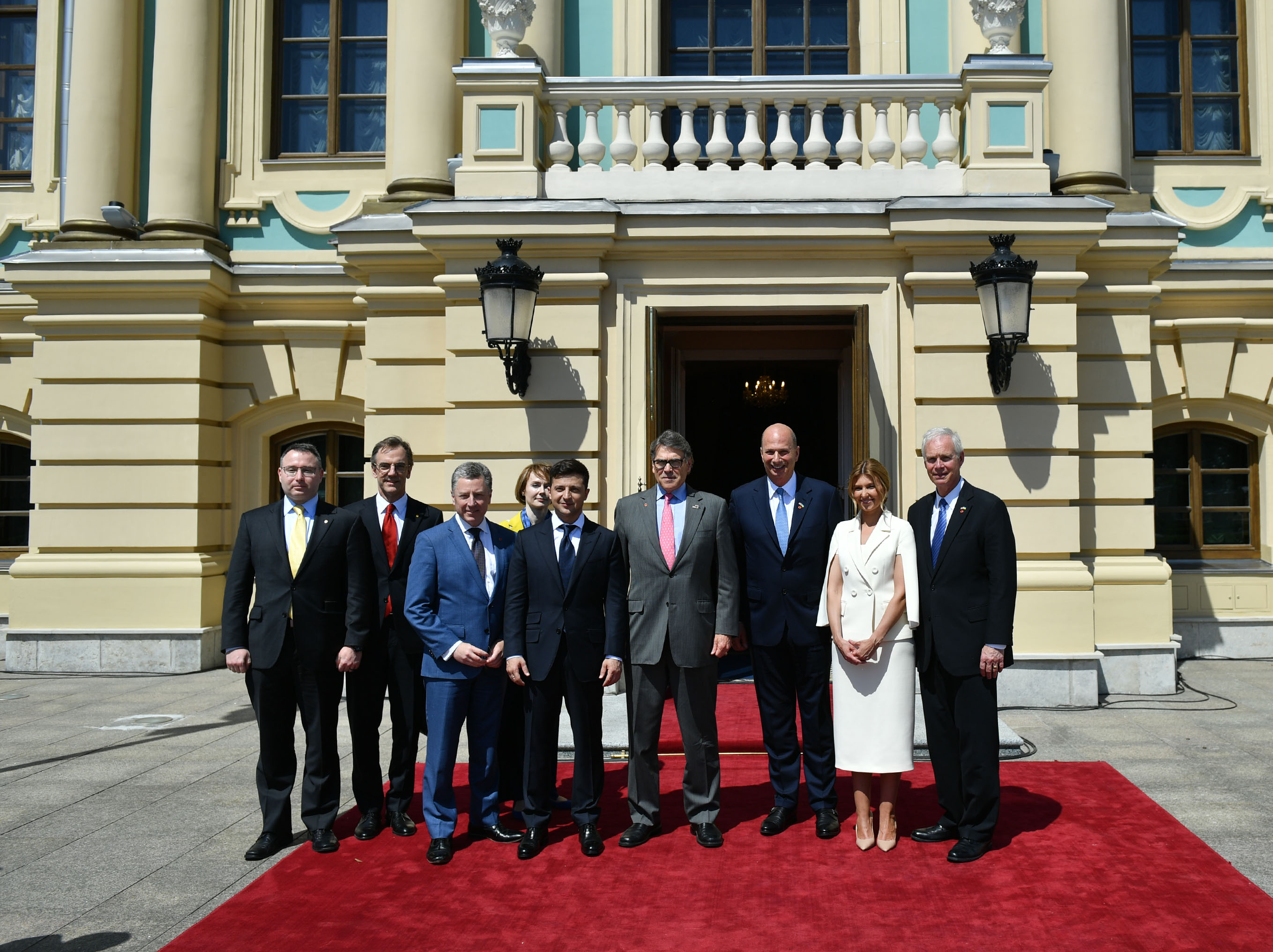
Александр Виндман (крайний слева) в составе американской делегации на встрече с президентом Украины Владимиром Зеленским. Киев, 20 мая 2019 года

Перейдя на службу в Совет национальной безопасности США (СНБ), Виндман отвечал, в частности, за формирование политики в отношении Украины. Считается главным специалистом администрации Трампа по Украине. В мае 2019 года входил в американскую официальную делегацию на инаугурации президента Владимира Зеленского (на илл.).
Виндман был одним из сотрудников, допущенных к прослушиванию телефонного разговора между Дональдом Трампом и Владимиром Зеленским, состоявшегося 25 июля 2019 года.
За две недели до этого Виндман также присутствовал на переговорах между американскими и украинскими представителями в Белом доме. Содержание переговоров вызвало возмущение Виндмана и побудило его обратиться с рапортом к главному юридическому консультанту СНБ
Джону Эйзенбергу.
В октябре 2019 года, в рамках начатого Палатой представителей Конгресса США расследования, предваряющего объявление импичмента президенту Трампу, Виндман согласился дать показания на закрытом заседании трёх комитетов Палаты представителей, нарушив запрет, введённый Белым домом на участие в этом расследовании для действующих сотрудников администрации.
Александр Виндман стал первым действующим сотрудником администрации, лично слушавшим разговор президентов двух стран и затем согласившимся дать показания. Ранее он никогда не был замечен в симпатиях ни к одной из ведущих политических партий США.

## Показания в Конгрессе
28 октября 2019 года, за день до закрытых слушаний в Конгрессе, было опубликовано вступительное заявление Виндмана. Виндман свидетельствовал :

Весной 2019 года мне стало известно о сторонних влиятельных лицах, продвигающих ложные концепции в отношении Украины, не соответствующие межведомственному консенсусу, что «наносит вред национальной безопасности США», а также «подрывает усилия правительства США по расширению сотрудничества с Украиной».
Оригинальный текст (англ.)
In Spring of 2019, I became aware of outside influencers promoting a false and alternative narrative of Ukraine inconsistent with the consensus views of the interagency," which was "harmful to U.S. national security" and also "undermined U.S. Government efforts to expand cooperation with Ukraine.

Виндман также сказал, что он был обеспокоен двумя событиями, против которых он высказал официальные возражения. Первое событие произошло 10 июля на встрече между секретарём СНБО Украины Александром Данилюком и советником президента США по национальной безопасности Джоном Болтоном, на которой присутствовали спецпосланник по Украине Курт Волкер и посол США в ЕС Гордон Сондланд, а также министр энергетики Рик Перри. На этой встрече Сондланд попросил Украину начать расследование в отношении Джо Байдена, что было представлено в качестве условия встречи [Владимира Зеленского] с президентом Трампом. Виндман сообщил, что Болтон прервал встречу, что Болтон и Фиона Хилл сказали послу Сондланду, что его комментарии неуместны, и что сам Виндман обратился по этому поводу к главному юридическому советнику СНБ Джону Айзенбергу.
Второе событие произошло 25 июля во время разговора по телефону между Дональдом Трампом и Владимиром Зеленским. Виндман заявил:
Я был обеспокоен [этим] звонком. Я считал неуместным требовать, чтобы иностранное правительство проводило расследование в отношении гражданина США, и я был обеспокоен последствиями этого для политики поддержки Украины правительством США. Я понял, что если Украина продолжит расследование в отношении Байдена и «Бурисмы», это, скорее всего, будет истолковано как политическая игра, которая, несомненно, приведёт к тому, что Украина потеряет двухпартийную поддержку, которую она до сих пор имела [в США]. Всё это подорвало бы национальную безопасность США.
Оригинальный текст (англ.)
I was concerned by the call. I did not think it was proper to demand that a foreign government investigate a U.S. citizen, and I was worried about the implications for the U.S. Government's support of Ukraine. I realized that if Ukraine pursued an investigation into the Bidens and Burisma, it would likely be interpreted as a partisan play which would undoubtedly result in Ukraine losing the bipartisan support it has thus far maintained. This would all undermine U.S. national security.

Виндман также показал, что незадолго до ставшего скандальным телефонного разговора, офис по бюджету Белого дома «предпринял необычные шаги», направленные на то, чтобы заблокировать предоставление Украине военной помощи на сумму $391 млн, уже одобренной Конгрессом.
Виндман, среди прочего, сообщил, что он не был тем тайным информатором, рапорт которого спровоцировал политический скандал.
Предложение Украины
На открытых слушаниях в Конгрессе Виндман рассказал, что администрация президента Зеленского трижды предлагала ему возглавить министерство обороны Украины. По словам подполковника, для него это предложение было большой честью, однако он не рассматривал его всерьёз.
Выступление Виндмана в Конгрессе вызвало резкую реакцию со стороны президента Трампа и его ближайшего окружения. 7 февраля 2020 года, после провала попытки импичмента, Александр Виндман и его брат-близнец Евгений были уволены из СНБ.

## Послевоенная карьера
В ноябре 2020 года Виндман присоединился к сотрудникам блога о национальной безопасности Lawfare по стипендии Притцкеровского военного фонда. В 2021 году, наряду с получением докторской степени в Школе перспективных международных исследований им. Пола Х. Нитце при Университете Джонса Хопкинса, Александр Виндман занял должность члена исполнительного совета Инициативы Обновления Демократии. С января 2022 года он также является старшим советником VoteVets.
После полномасштабного вторжения России 24 февраля Александр Виндман активно выступал в поддержку Украины в таких СМИ, как MSNBC и BBC. Он также прочитал несколько лекций о российско-украинской войне в различных учебных заведениях.
В 2022 году Виндман, вместе с Даниэлем Любецки, стал сопредседателем стипендии Global Democracy Ambassador Scholarship. Эта стипендия была создана для помощи украинским студентам, которые хотят получить степень бакалавра в США и за рубежом.
В марте 2023 года братья Виндманы запустили проект Trident Support, целью которого является создание центра обслуживания и обучения оружия в Украине. В рамках этого проекта они планируют привлечь квалифицированных западных подрядчиков для обучения ремонту оборудования.

## Личная жизнь
Виндман женат. У него есть брат-близнец, Евгений — подполковник армии США, занимал должность юрисконсульта вопросам этики в Совете национальной безопасности. У Виндмана есть старший брат Леонид, также офицер армии США.

### Комментарии
1. ↑  До принятия Конгрессом резолюции о начале процедуры официального импичмента президента Трампа, все слушания, запросы документов и вызовы свидетелей в рамках процедуры импичмента может инициировать только глава комитета по делам разведки Палаты представителей Адам Шифф и юридический комитет Конгресса. При этом все материалы слушаний считаются секретными.
2. ↑  31 октября 2019 года Палата представителей Конгресса США приняла резолюцию об официальном начале процедуры импичмента президента Трампа. Это решение, в частности, отменяет режим секретности в отношении свидетельских показаний при разбирательстве дела в Конгрессе[6].